# Жаровка (приток Чёрной)
Жаровка — река в России, протекает по Лужскому району Ленинградской области и по границе с Батецким районом Новгородской области. Устье реки находится в 17 км по правому берегу реки Чёрной. Длина реки составляет 16 км.

## Данные водного реестра
По данным государственного водного реестра России относится к Балтийскому бассейновому округу, водохозяйственный участок реки — Луга. Относится к речному бассейну реки Нарва (российская часть бассейна).
Код объекта в государственном водном реестре — 01030000512102000025613.